# E931
La ruta europea E931 és una carretera que forma part de la Xarxa de carreteres europees. Comença a Mazara del Vallo (Itàlia) i finalitza a Gela (Itàlia). Té una longitud de 190 km. Té una orientació d'oest a est.